# Генріх Леманн (правник)
Генріх Леманн (нім. Heinrich Lehmann; 20 липня 1876, Прюм, Айфель — 7 лютого 1963, Кельн) — німецький вчений-юрист, ректор Кельнського університету, спеціаліст з цивільного процесу.

## Життєпис
Генріх Леманн народився 20 липня 1876 року у Прюмі, у родині судді Кельнського вищого регіонального суду. Середню освіту здобував в Апостольській гімназії в Кельні, де в той час навчався Конрад Аденауер. Після закінчення середньої школи Леманн почав вивчати право у Фрайбурзському університеті та став членом католицької студентської асоціації K.St.V. Brisgovia im KV. Після подальших семестрів навчання в Мюнхені та Берліні він завершив навчання в Бонні, де став членом католицької студентської асоціації K.St.V. Arminia im KV. Леманн здобув докторський ступінь у Бонні в 1904 році та отримав кваліфікацію професора там же в 1906 році, захистивши дисертацію на тему «Зобов'язання припинити та утриматися від дій у цивільному праві» (нім. „Die Unterlassungspflicht im Bürgerlichen Recht“). У 1911 році він став професором у Єні, а в 1917 році у Страсбурзі. Вигнаний з Франції після Першої світової війни, у 1920 році він отримав покликання до Кельнського університету за посередництва мера Кельна Конрада Аденауера, який був членом тієї ж студентської асоціації, що й Леманн у Фрайбурзі та Бонні. Тут він тричі обіймав посаду декана юридичного факультету, а з 1921 по 1922 рік — ректора університету.
Ще в 1920 році Леман заснував Інститут комерційного та промислового права в Кельнському університеті, який також охоплював абсолютно нові на той час галузі трудового та комерційного права. Леман також викладав цивільне процесуальне право, а також римське та німецьке цивільне право. Під час Другої світової війни Леман брав участь у розробці нового Народного кодексу, задуманого як націонал-соціалістична альтернатива Цивільному кодексу, але зрештою він так і не набув чинності.

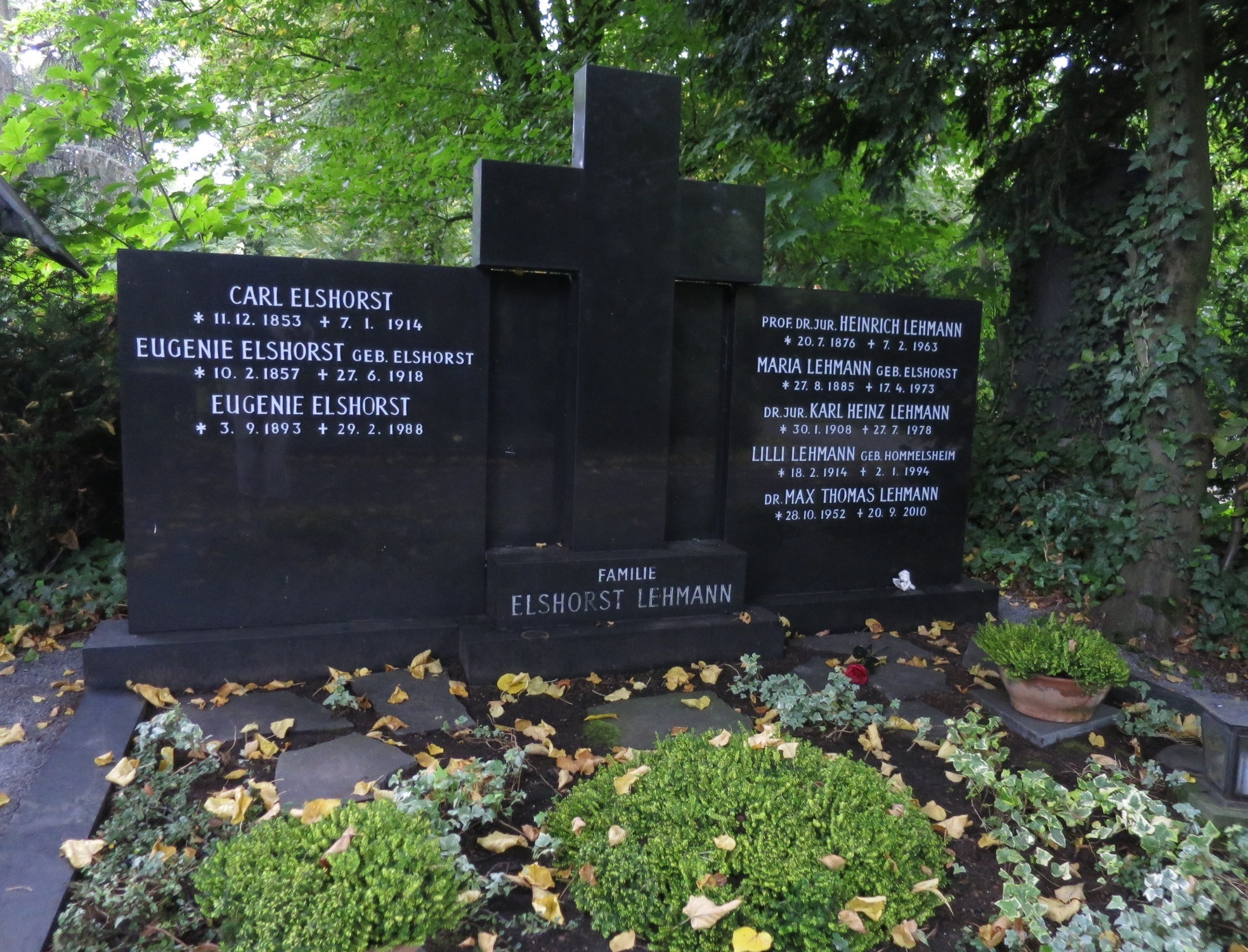
Сімейна могила на кладовищі Мелатен

Леманн відхилив кілька пропозицій працювати в інших університетах і 31 березня 1948 року, у віці 71 року, став почесним професором Кельнського університету.
Леманн був великим шанувальником і покровителем образотворчих мистецтв, він був відомим колекціонером творів мистецтва та меломаном.
Генріх Леман помер у Кельні 7 лютого 1963 року у віці 86 років. Його поховали на кладовищі Мелатен.
Його син Гельмут Ліманн був членом правління компанії Buchtal та президентом DKG.

## Науковий доробок
У 1913 році Леман опублікував книгу «Основи німецького промислового права», яка є одним з його найважливіших юридичних внесків і встановлює стандарти для розвитку німецького комерційного права. Серед багатьох інших праць особливо впливовим був його підручник з Німецького цивільного кодексу «Зобов'язальні права», який продовжив відповідну працю Людвіга Еннекеруса.

## Почесні звання
Університети Мюнстера та Кельна присудили Леманну звання почесного доктора. У день свого 80-річчя, Леманн отримав Великий хрест за заслуги перед Федеративною Республікою Німеччина та Папський орден Святого Григорія, а Кельнський університет нагородив його ступенем почесного доктора філології. Також Генріх Леманн був нагороджений медаллю Ріхарда Штрауса за заслуги перед музикою.
Окрім членства в різних академічних асоціаціях, Леманн був почесним членом Міжнародного товариства авторського права. У 1950 році він став почесним членом католицької студентської асоціації AV Rheinstein Cologne im CV, а в 1953 році — K.St.V. Nibelung Cologne im KV.

## Вибрані праці
- Die Grundlagen des deutschen Industrierechts, 1913
- Die Grundgedanken des neuen Arbeitsrechts: Rede, geh. bei Übernahme d. Rektorwürde d. Universität Köln am 12. Nov. 1921. Müller, Köln 1922
- Allgemeiner Teil des Bürgerlichen Gesetzbuches. Berlin, Leipzig 1922. 2. und vermehrte Auflage
- Familienrecht des Bürgerlichen Gesetzbuches einschließlich Jugendfürsorgerecht. Berlin 1926
- BGB -Lehrbuch "Recht der Schuldverhältnisse. 30. Tsd., Marburg 1930
- Volksgesetzbuch: Grundregeln u. Buch ; 1. Entwurf u. Erläutergn. Vorgelegt von Justus W. Hedemann, Heinrich Lehmann, Wolfgang Siebert, Berlin 1942. Arbeitsberichte der Akademie für Deutsches Recht, Nr. 22
- Allgemeiner Teil des Bürgerlichen Gesetzbuches. Berlin 1956. 9., vermehrte und verbesserte Auflage